# Geum fragarioides
Geum fragarioides es una planta baja extendida perteneciente a la familia Rosaceae.

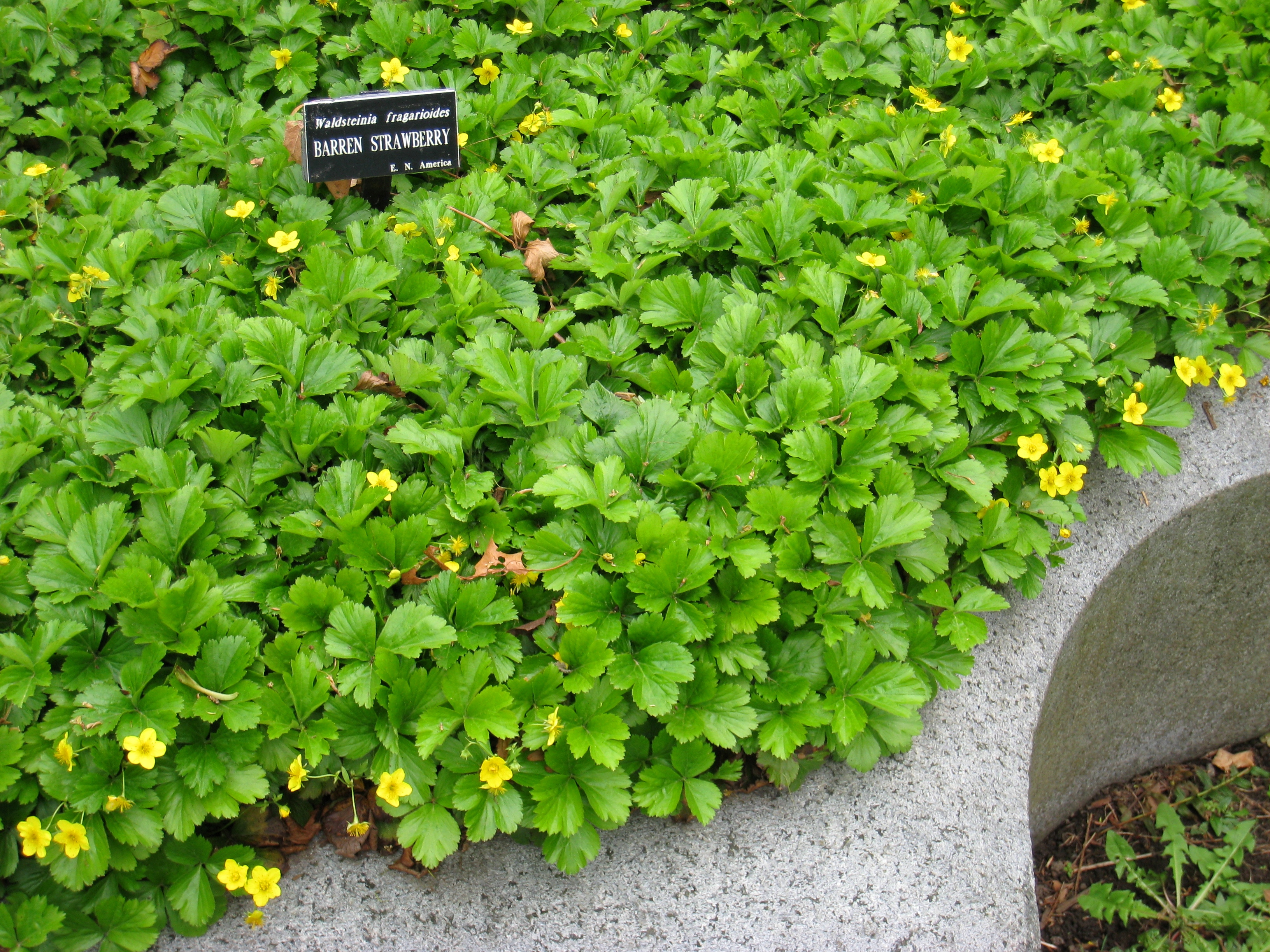
Vista de la planta

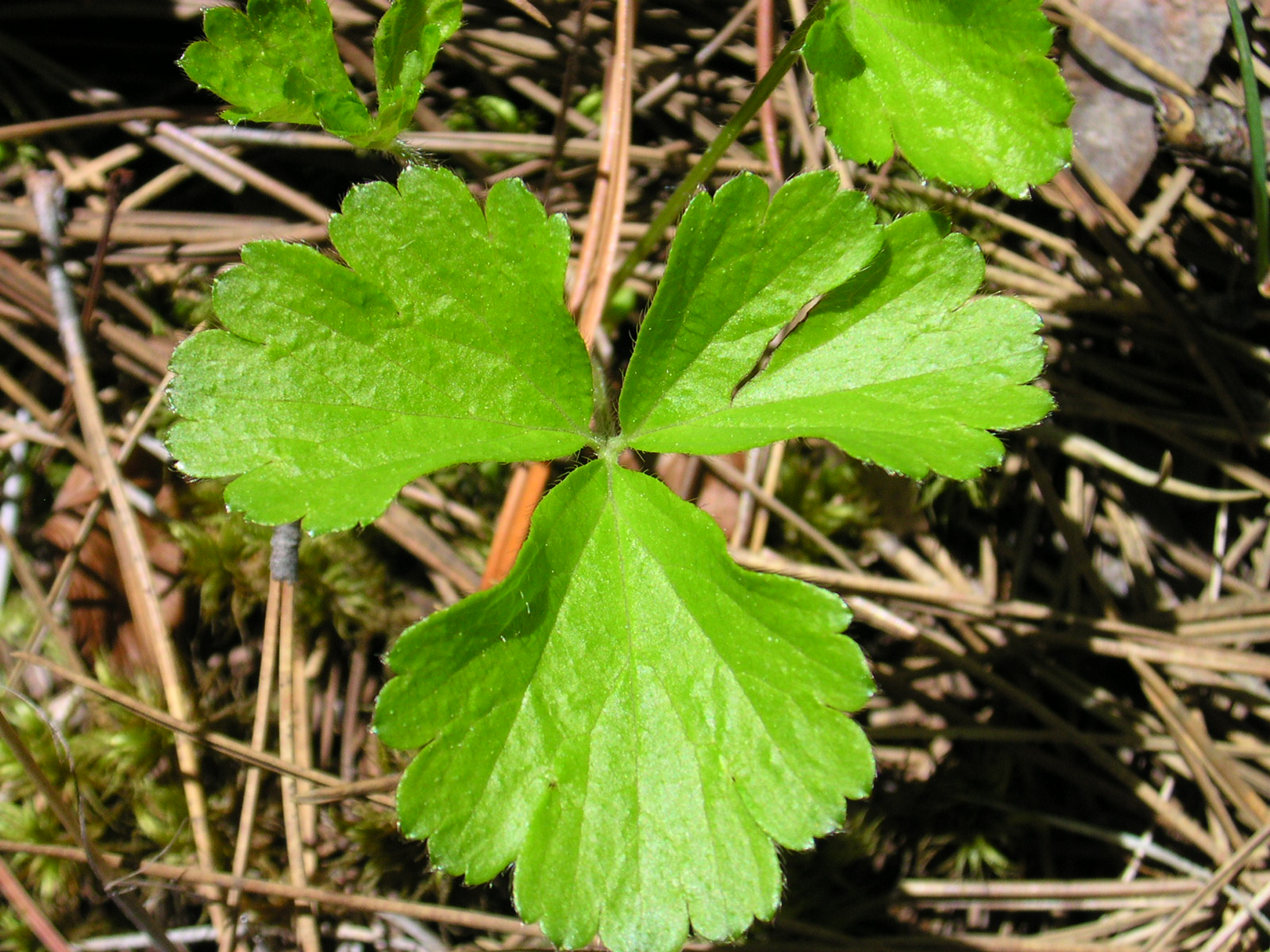
Detalle de las hojas

## Descripción
Tiene vistosas flores amarillas que aparecen en primavera. Esta planta se utiliza a menudo como una cubierta baja en los jardines perennes.
En cierto modo, la apariencia es similar a otras plantas bajas de la familia de las rosáceas, como Fragaria (fresas) o Potentilla indica (fresa india), pero carece de los corredores y tiene hojas más redondeadas.

## Distribución y hábitat
Es nativa del este de América del Norte, desde Minnesota, Quebec y Maine al sur de Indiana y Pennsylvania (y tan al sur como Carolina del Norte en las montañas).

## Taxonomía
Geum fragarioides fue descrita por (Michx.) Jenny E. E. Smedmark y publicado en Botanische Jahrbücher für Systematik, Pflanzengeschichte und Pflanzengeographie 126(4): 415. 2006
Etimología
Geum: nombre genérico que deriva del latín: gaeum(geum) = nombre de una planta, en Plinio el Viejo, con finas raíces negras y de buen olor, que se ha supuesto era la hierba de San Benito (Geum urbanum L.)
fragarioides: epíteto latíno compuesto que significa "similar a Fragaria".
Sinonimia
- Dalibarda fragarioides Michx.
- Waldsteinia fragarioides (Michx.) Tratt.	[4]